# Africa's Next Top Model
Africa's Next Top Model là chương trình truyền hình dựa theo America's Next Top Model. Chương trình đi theo định dạng của phiên bản gốc, và ghi lại cuộc thi mà một số thí sinh khao khát cạnh tranh với danh hiệu Africa's Next Top Model và cơ hội để bắt đầu sự nghiệp trong sự nghiệp người mẫu. Chương trình được tổ chức bởi Oluchi Onweagba, và có các thí sinh từ các nước châu Phi.
Mùa đầu tiên của chương trình được phát sóng từ tháng 11 năm 2013 đến tháng 1 năm 2014. Người chiến thắng trong mùa 1 là Aamito Lagum, 20 tuổi đến từ Uganda. Các giải thưởng của cô cho mùa này bao gồm:
- 1 hợp đồng người mẫu với DNA Model Management ở New York trong 1 năm
- Được xuất hiện trên trang biên tập của tạp chí Elle
- 1 hợp đồng quảng cáo cho Procter & Gamble
- 1 hợp đồng trở thành đại sứ cho South African Tourism, SNAPP, Etisalat & Verve trong 1 năm
- Giải thưởng tiền mặt trị giá $50.000

Chương trình đã bị hủy bỏ sau mùa đầu tiên do tranh chấp bản quyền.

## Mùa
| Mùa thi | Phát sóng            | Quán quân    | Á quân                         | Thứ tự loại bỏ | Số thí sinh | Điểm đến quốc tế |
| ------- | -------------------- | ------------ | ------------------------------ | --- | ----------- | ---------------- |
| 1       | 10 tháng 11 năm 2013 | Aamito Lagum | Michaela Pinto Opeyemi Awoyemi | Steffi Reti & Marwa Faiza, Safira Mariquele, Omowunmi Wanyonyi, Rhulani Kubayi, Joyce Chidebe, Michelle Allen, Roselyn Ashkar & Cheandre van Blerk | 12          | New York         |

## Các thí sinh
| Đến từ     | Thí sinh           | Tuổi | Chiều cao               | Quê quán         | Bị loại ở | Hạng  |
| ---------- | ------------------ | ---- | ----------------------- | ---------------- | --------- | ----- |
| Tunisia    | Marwa Faiza        | 22   | 1,70 m (5 ft 7 in)      | Nairobi, Kenya   | Tập 2     | 12-11 |
| Kenya      | Steffi Reti        | 20   | 1,78 m (5 ft 10 in)     | Nairobi          | Tập 2     | 12-11 |
| Mozambique | Safira Mariquele   | 20   | 1,80 m (5 ft 11 in)     | Maputo           | Tập 3     | 10    |
| Nigeria    | Omowunmi Wanyonyi  | 23   | 1,78 m (5 ft 10 in)     | Lagos            | Tập 4     | 9     |
| Nam Phi    | Rhulani Kubayi     | 20   | 1,84 m (6 ft 1⁄2 in)    | Pretoria         | Tập 5     | 8     |
| Nigeria    | Joyce Chidebe      | 24   | 1,80 m (5 ft 11 in)     | Lagos            | Tập 6     | 7     |
| Nam Phi    | Michelle Allen     | 22   | 1,76 m (5 ft 9+1⁄2 in)  | Pietermaritzburg | Tập 7     | 6     |
| Nam Phi    | Cheandre van Blerk | 20   | 1,76 m (5 ft 9+1⁄2 in)  | Johannesburg     | Tập 8     | 5-4   |
| Ghana      | Roselyn Ashkar     | 21   | 1,75 m (5 ft 9 in)      | Accra            | Tập 8     | 5-4   |
| Angola     | Michaela Pinto     | 20   | 1,76 m (5 ft 9+1⁄2 in)  | Luanda           | Tập 10    | 3-2   |
| Nigeria    | Opeyemi Awoyemi    | 25   | 1,83 m (6 ft 0 in)      | Lagos            | Tập 10    | 3-2   |
| Uganda     | Aamito Lagum       | 20   | 1,82 m (5 ft 11+1⁄2 in) | Kampala          | Tập 10    | 1     |

## Các tập

### Tập 1
Khởi chiếu: 10 tháng 11 năm 2013
Oluchi đã bắt đầu buổi casting với hàng ngàn cô gái tại Kenya, Ghana, Nigeria, Mozambique, Angola & Nam Phi. 12 cô gái đã được chọn và được di chuyển tới ngôi nhà chung của họ ở Cape Town. Từng người một sau đó đã tự giới thiệu về mình.

### Tập 2
Khởi chiếu: 17 tháng 11 năm 2013
12 cô gái đã được diện mạo mới của mình từ stylish Carl Isaacs. Sau đó, họ được gặp giám khảo Remi để chuẩn bị cho buổi quay video mở đầu chương trình với Oluchi và với riêng họ.
Vào buổi đánh giá với sự xuất hiện giám khảo khách mời là Carl Isaacs, Aamito được gọi tên đầu tiên còn Cheandre, Marwa, Omowunmi & Steffi rơi vào cuối bảng. Cheandre & Omowunmi sau đó được Oluchi thông báo rằng họ sẽ ở lại, còn Marwa & Steffi là 2 thí sinh đầu tiên bị loại.
- Nhiếp ảnh gia: Remi Adetiba

### Tập 3
Khởi chiếu: 24 tháng 11 năm 2013
10 cô gái còn lại háo hức thu dọn đồ đạc để chuẩn bị bay tới Johannesburg. Ngày hôm sau, họ được gặp đạo diễn show thời trang Jan Malan tại tổ chức Y tế Tâm thần Nam Phi cho một buổi trình diễn thời trang từ thiện cho nhà thiết kế Thula Sindi trước khi quay về Cape Town.
Vào buổi đánh giá ngày tiếp theo với sự xuất hiện giám khảo khách mời là Thula Sindi, Cheandre được gọi tên đầu tiên còn Safira là thí sinh tiếp theo bị loại.
- Khách mời đặc biệt: Jan Malan, Andiswa Manxiwa, Thula Sindi

### Tập 4
Khởi chiếu: 1 tháng 12 năm 2013
9 cô gái còn lại đã được bốc thăm lấy một con số và họ đã được biết là những con số đó sẽ tương ứng một chiếc hộp chứa đựng một sản phẩm mà họ sẽ quảng cáo cho buổi chụp hình tiếp theo cho Procter & Gamble.
Vào buổi đánh giá ngày hôm sau với sự xuất hiện giám khảo khách mời là Malibongwe Tyilo, Joyce được gọi tên đầu tiên còn Omowunmi là thí sinh tiếp theo bị loại.
- Nhiếp ảnh gia: Remi Adetiba
- Khách mời đặc biệt: Sade Olashore, Malibongwe Tyilo

### Tập 5
Khởi chiếu: 8 tháng 12 năm 2013
8 cô gái còn lại được gặp Oluchi tại đỉnh núi Bàn để được thông báo về buổi chụp hình chân dung cho công ty du lịch South African Tourism, họ sẽ phải tạo dáng với những chiếc mũ hoa khổng lồ được thiết kế bởi Alwijn Burger trong khi họ sẽ bị phủ bột màu vào người.
Vào buổi đánh giá ngày hôm sau với sự xuất hiện giám khảo khách mời là Annabel Onyango, Opeyemi được gọi tên đầu tiên còn Rhulani là thí sinh tiếp theo bị loại.
- Nhiếp ảnh gia: Jonathan Taylor
- Khách mời đặc biệt: Alwijn Burger, Annabel Onyango

### Tập 6
Khởi chiếu: 15 tháng 12 năm 2013
7 cô gái còn lại đã có một buổi thư giãn tại bãi biển Camps Bay và cũng đã có một buổi tham quan Cape Town. Ngày hôm sau, họ được đưa tới 
Mandela Park ở Hout Bay cho buổi chụp hình tiếp theo cho mạng di động Etisalat, trong khi họ phải tạo dáng trong trang phục của nhà thiết kế Marianne Fassler và cùng với hai con dê.
Vào buổi đánh giá ngày tiếp theo với sự xuất hiện giám khảo khách mời là Marianne Fassler, Roselyn được gọi tên đầu tiên nên cô sẽ nhận thưởng là 1 chiếc Ipad từ Etisalat, còn Joyce là thí sinh tiếp theo bị loại.
- Nhiếp ảnh gia: Freddie Child-Villiers
- Khách mời đặc biệt: Marianne Fassler

### Tập 7
Khởi chiếu: 22 tháng 12 năm 2013
Sau buổi loại trừ lần trước, Michaela đã có một buổi nói chuyện riêng với Oluchi để có thêm động lực trong cuộc thi. Ngày hôm sau, 6 cô gái còn lại được đưa đến lâu đài Hảo Vọng cho buổi chụp hình tiếp theo cho thẻ tín dụng Verve, trong khi họ phải tạo dáng trong trang phục nam tính của nhà thiết kế Craig Port và cùng với người mẫu nam Dave Kabamba.
Vào buổi đánh giá ngày tiếp theo với sự xuất hiện giám khảo khách mời là Craig Port, Aamito được gọi tên đầu tiên nên cô sẽ nhận thưởng là 1 buổi tối giải trí trên xe limosuine tới hộp đêm được tài trợ bởi Snapp cùng với Oluchi và 2 người nữa Aamito chọn là Cheandre & Michelle, còn Michelle là thí sinh tiếp theo bị loại.
- Nhiếp ảnh gia: Josie Borain
- Khách mời đặc biệt: Dave Kabamba, Craig Port

### Tập 8
Khởi chiếu: 29 tháng 12 năm 2013
5 cô gái còn lại được đưa tới một hầm ngục tối cho buổi chụp hình tiếp theo trong thiết kế haute couture của David Tlale, trong khi họ phải tỏ ra sợ hãi khi bị truy đuổi bởi người ngoài hành tinh.
Vào buổi đánh giá ngày hôm sau với sự xuất hiện giám khảo khách mời là David Tlale, Aamito được gọi tên đầu tiên nên cô sẽ nhận thưởng là 1 buổi thư giãn ở spa được tài trợ bởi Snapp. Cheandre, Opeyemi & Roselyn rơi vào cuối bảng, Opeyemi là người được gọi tên còn Cheandre & Roselyn là 2 thí sinh tiếp theo bị loại.
- Nhiếp ảnh gia: Ross Garrett
- Khách mời đặc biệt: David Tlale

### Tập 9
Khởi chiếu: 5 tháng 1 năm 2014
3 cô gái còn lại được đưa tới trường trung học phổ thông Phandulwazi ở Đông Cape để giúp đỡ Oluchi cho một buổi thuyết trình với các nữ sinh của trường. Ngày hôm sau, họ đã có buổi chụp hình cuối cùng cho Snapp, trong khi họ sẽ phải tạo dáng dưới nước.
Vào buổi đánh giá ngày tiếp theo với sự xuất hiện giám khảo khách mời là Jackie Burger, Aamito được gọi tên đầu tiên nên cô sẽ nhận thưởng là 1 buổi mua sắm miễn phí được tài trợ bởi Verve với Crystal Birch, còn Michaela là thí sinh tiếp theo bị loại. Nhưng sau đó, Oluchi đã thông rằng là Michaela vẫn sẽ được ở lại cuộc thi và cũng nói với cả 3 là họ sẽ phải thu dọn đồ đạc để bay tới New York.
- Nhiếp ảnh gia: Ilse Moore
- Khách mời đặc biệt: Jackie Burger

### Tập 10
Khởi chiếu: 12 tháng 1 năm 2014
3 cô gái còn lại được đưa tới New York cho chung kết của cuộc thi. Sau khi di chuyển vào khách sạn của họ, họ đã có một buổi tham quan thành phố trước khi có một bữa tối với Oluchi.
Ngày hôm sau, họ đã có thử thách cuối cùng là một buổi phỏng vấn với Butterfly Cayley từ Dna Model Management. Vào buổi đánh giá cuối cùng, Aamito trở thành quán quân đầu tiên của Africa's Next Top Model.
- Khách mời đặc biệt: Butterfly Cayley

## Thứ tự gọi tên
| 1  | Aamito            | Cheandre | Joyce    | Opeyemi  | Roselyn  | Aamito   | Aamito           | Aamito   | Aamito           |  |  |  |  |  |  |  |  |  |  |  |
| 2  | Michaela          | Rhulani  | Cheandre | Joyce    | Aamito   | Opeyemi  | Michaela         | Opeyemi  | Michaela Opeyemi |  |  |  |  |  |  |  |  |  |  |  |
| 3  | Opeyemi           | Michelle | Rhulani  | Roselyn  | Opeyemi  | Cheandre | Opeyemi          | Michaela | Michaela Opeyemi |  |  |  |  |  |  |  |  |  |  |  |
| 4  | Safira            | Joyce    | Roselyn  | Michaela | Michelle | Michaela | Cheandre Roselyn |          |                  |  |  |  |  |  |  |  |  |  |  |  |
| 5  | Roselyn           | Omowunmi | Michaela | Michelle | Cheandre | Roselyn  | Cheandre Roselyn |          |                  |  |  |  |  |  |  |  |  |  |  |  |
| 6  | Rhulani           | Michaela | Michelle | Aamito   | Michaela | Michelle |                  |          |                  |  |  |  |  |  |  |  |  |  |  |  |
| 7  | Michelle          | Aamito   | Aamito   | Cheandre | Joyce    |          |                  |          |                  |  |  |  |  |  |  |  |  |  |  |  |
| 8  | Joyce             | Opeyemi  | Opeyemi  | Rhulani  |          |          |                  |          |                  |  |  |  |  |  |  |  |  |  |  |  |
| 9  | Cheandre Omowunmi | Roselyn  | Omowunmi |          |          |          |                  |          |                  |  |  |  |  |  |  |  |  |  |  |  |
| 10 | Cheandre Omowunmi | Safira   |          |          |          |          |                  |          |                  |  |  |  |  |  |  |  |  |  |  |  |
| 11 | Marwa Steffi      |          |          |          |          |          |                  |          |                  |  |  |  |  |  |  |  |  |  |  |  |
| 12 | Marwa Steffi      |          |          |          |          |          |                  |          |                  |  |  |  |  |  |  |  |  |  |  |  |

     Thí sinh bị loại
     Thí sinh ban đầu bị loại nhưng được cứu
     Thí sinh chiến thắng cuộc thi
- Tập 1 là tập giới thiệu của các thí sinh.
- Ở tập 2, Cheandre, Marwa, Omowunmi & Steffi rơi vào 4 người cuối bảng. Oluchi trao 2 tấm ảnh cuối cho Cheandre & Omowunmi còn Marwa & Steffi bị loại.
- Ở tập 8, Cheandre, Opeyemi & Roselyn rơi vào 3 người cuối bảng. Oluchi đưa tấm hình cuối cho Opeyemi và loại Cheandre & Roselyn.
- Ở tập 9, sau khi đưa tấm hình cuối cho Opeyemi, Oluchi tiết lộ rằng sẽ không có ai bị loại hết nên Michaela được tiến vào chung kết với Aamito & Opeyemi. Ngay sau đó, Oluchi nói với top 3 rằng tuần chung kết sẽ diễn ra ở New York

### Buổi chụp hình
- Tập 2: Video mở đầu chương trình
- Tập 3: Trình diễn thời trang cho nhà thiết kế Thula Sindi tại tổ chức Y tế Tâm thần Nam Phi
- Tập 4: Ảnh quảng cáo sản phẩm của Procter & Gamble
- Tập 5: Ảnh chân dung vẻ đẹp với hoa và lá
- Tập 6: Ảnh quảng cáo điện thoại với dê
- Tập 7: Ảnh trắng đen trong trang phục nam tính với người mẫu nam
- Tập 8: Truy đuổi bởi người ngoài hành tinh trong hầm ngục
- Tập 9: Tạo dáng dưới nước cho Snapp